# Metro de Madrid en el distrito de Carabanchel
Por el distrito de Carabanchel pasan tres líneas del metro de Madrid: la 5, la 6, y la 11; parando en 14 estaciones que sirven a 6 de los 7 barrios del distrito. La ampliación de la línea 11 permitirá que todos los barrios del distrito cuenten con estaciones de metro. 

## Estaciones del distrito

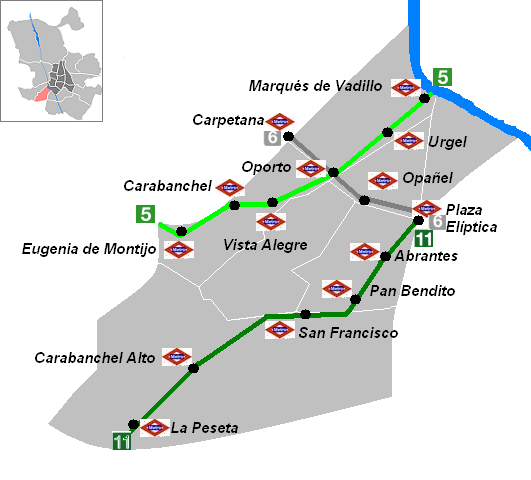
Localización de las estaciones de metro de Carabanchel y el recorrido que hacen las líneas 5, 6 y 11 por el distrito.

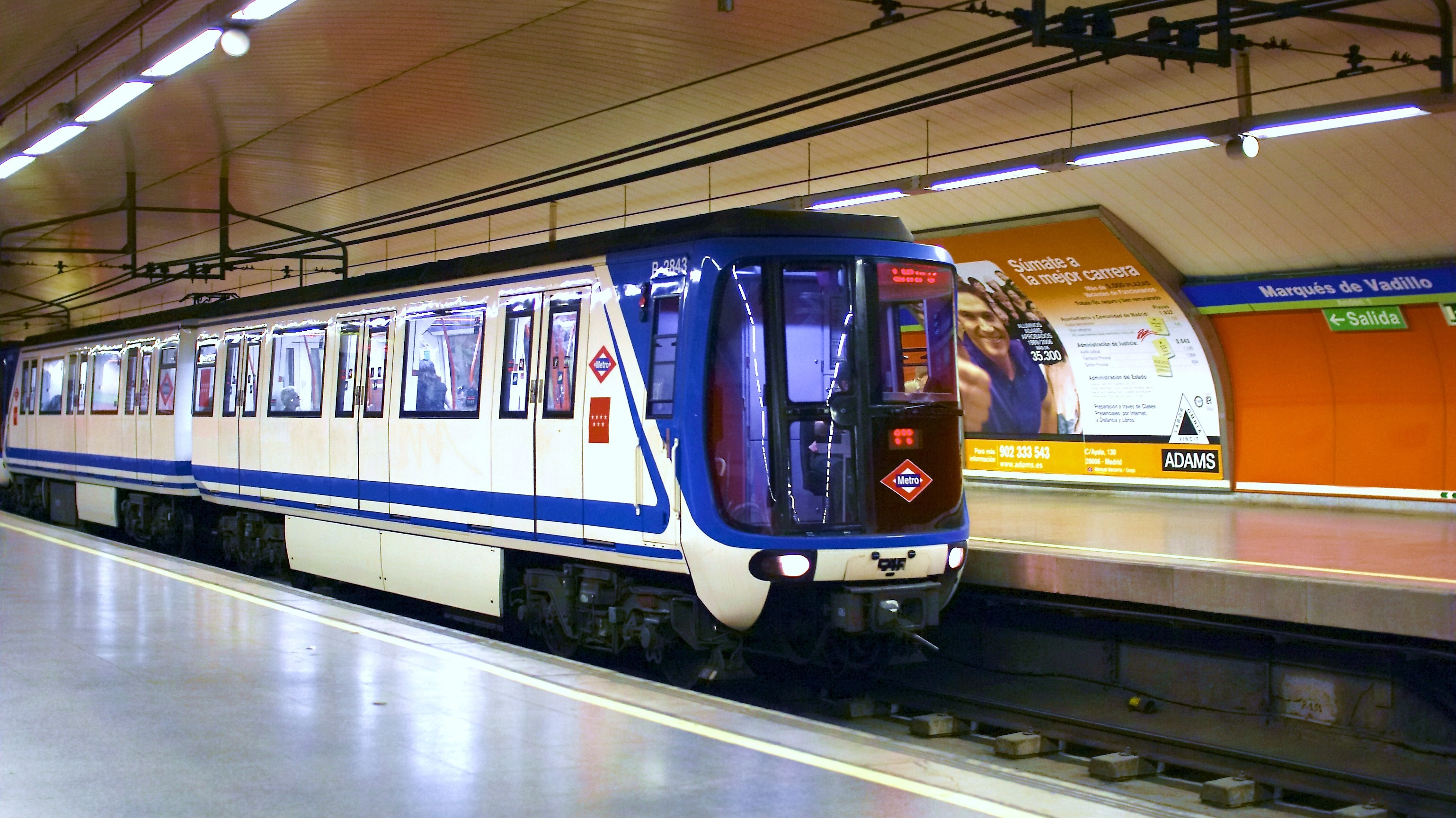
Estación de Marqués de Vadillo, en la línea 5

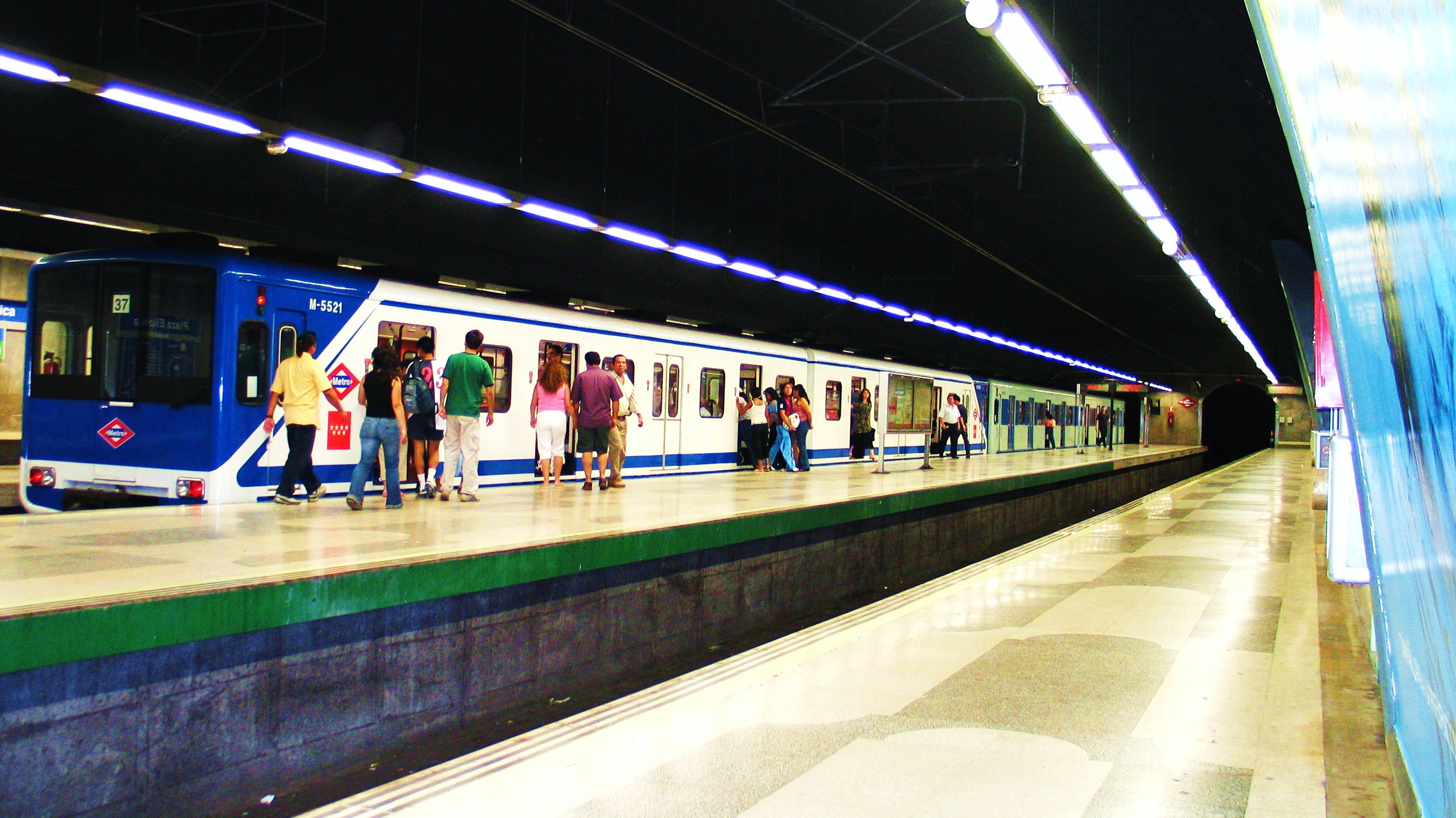
La estación de Plaza Elíptica, junto con la estación de Oporto, son las estaciones de metro más concurridas de Carabanchel

| Estación           | Líneas | Otros    | Fecha de inauguración   |
| ------------------ | ------ | -------- | ----------------------- |
| Abrantes           |        | Ascensor | 16 de noviembre de 1998 |
| Carabanchel        |        |          | 4 de febrero de 1961    |
| Carabanchel Alto   |        | Ascensor | 18 de diciembre de 2006 |
| Carpetana          |        | Ascensor | 1 de junio de 1983      |
| Eugenia de Montijo |        | Ascensor | 27 de octubre de 1999   |
| La Peseta          |        | Ascensor | 18 de diciembre de 2006 |
| Marqués de Vadillo |        |          | 5 de junio de 1968      |
| Opañel             |        |          | 7 de mayo de 1981       |
| Oporto             |        |          | 5 de junio de 1968      |
| Pan Bendito        |        | Ascensor | 16 de noviembre de 1998 |
| Plaza Elíptica     |        |          | 7 de mayo de 1981       |
| San Francisco      |        | Ascensor | 18 de diciembre de 2006 |
| Urgel              |        |          | 5 de junio de 1968      |
| Vista Alegre       |        |          | 5 de junio de 1968      |

## Historia

### Inauguración del Suburbano
En 1961 se inaugura el Suburbano de Carabanchel, parte de las actuales líneas 5 y 10, que conectaba Plaza de España con la estación de Carabanchel, pasando por la Casa de Campo y el distrito de Latina.
Esta línea solo tenía una estación en el distrito -la estación de Carabanchel-, permitiendo solo trayectos con el centro y no internos al distrito.

### Llegada de la línea 5
En 1968, la línea 5 se inaugura entre las estaciones de Callao y Carabanchel, donde hace correspondencia con el suburbano. Esta nueva línea añade 4 nuevas estaciones: Marqués de Vadillo, Urgel, Oporto, y Vista Alegre; permitiendo por primera vez viajes dentro del distrito, además de conectarlo al centro por el distrito de Arganzuela.
En 1999, se inaugura la estación de Eugenia de Montijo, en la línea 5, entre las estaciones de Carabanchel y Aluche.

### Llegada de la línea 6
En mayo de 1981 se inaugura el tramo de la línea 6 entre Pacífico y Laguna, dotando al distrito de 2 nuevas estaciones (Plaza Elíptica y Opañel), además de tener correspondencia con la línea 5 en la estación de Oporto.
Dos años más tarde, en 1983, se inaugura la estación de Carpetana, entre Oporto y Laguna

### Llegada de la línea 11

#### Primer tramo
En 1998 abre el primer tramo de la línea 11, entre las estaciones de Plaza Elíptica (donde tiene correspondencia con la 6) y Pan Bendito, con la estación de Abrantes entre ellas. Esta línea no sale siquiera del barrio de Abrantes, convirtiéndose en la más corta de la red (excluyendo el ramal)

#### Expansión a La Peseta
En 2006 se amplía la línea hasta la estación de La Peseta, con otras dos paradas intermedias: San Francisco y Carabanchel Alto, dando así servicio al barrio de Buenavista.
En octubre de 2010, se amplía la línea hasta la estación de La Fortuna, en Leganés. Esta es la primera -y única- ampliación que dota a Carabanchel de acceso directo a otro municipio

## Futuro
Las opciones de ampliación en Carabanchel son escasas. La línea 6 es circular, y por tanto no puede ser ampliada; y ambas cabeceras de la línea 5 están en lugares donde la ampliación sería difícil o imposible. Así, las únicas opciones que quedan son la ampliación de la línea 11 desde su cabecera de Plaza Elíptica hacia el norte; y la construcción de una nueva línea, de la que no hay ninguna intención oficial.

### Ampliación de la línea 11
El 3 de julio de 2018, el Consorcio Regional de Transportes de Madrid confirmó la ampliación de la línea 11 hasta Conde de Casal, donde conectará con la línea 6. El proyecto inicial de ampliación de esta línea no contemplaba ninguna estación en el distrito, si bien la presión de los vecinos del barrio de Comillas logró que durante el periodo de alegaciones se incluyera en el proyecto la Estación de Comillas. Esta ampliación permitirá la conexión directa del distrito con la estación de Atocha. Además, está previsto que más adelante la línea se prolongue hasta el Aeropuerto de Barajas, mientras que por el sur se ampliará desde su actual fin en La Fortuna hasta Cuatro Vientos.